# Мамсуров, Саханджери Гидзоевич
Саха́нджери́ Гидзо́евич Ма́мсуров (также Сахан-Джери, партийный псевдоним Стефан Романович; 1882, Ольгинское, Терская область — 1937) — участник революционного движения на Северном Кавказе, председатель Реввоенсовета Северо-Кавказской республики, СНК Горской республики, заместитель пред. Северо-Кавказского крайисполкома, председатель Нацсовета СКК.

## Биография
По окончании сельской школы учился в Ардонской духовной семинарии. Будучи студентом, вступил в партию большевиков в 1906 году. В 1910 году был исключён из духовной семинарии. Некоторое время работал учителем в селениях Кобан и Хидикус. В 1911 году за свою политическую деятельность был арестован в Ольгинском. Совершил побег из заключения. Участвовал в деятельности большевистской национальной партии «Кермен».
В 1917 году возвратился во Владикавказ, где был избран членом городского отделения партии. С октября 1918 года — член Совета обороны Северного Кавказа. С 1920 года участвовал в выработке Конституции Горской Республики. С 1924 года — заместитель председателя Кавказского крайисполкома.
В 1935 году, будучи председателем врачебно-трудовой экспертной комиссии краевого совета профсоюзов, был исключён из партии и 10 декабря Спецколлегией райсуда Северо-Кавказского края приговорён к 10 годам исправительно-трудовых лагерей. 21 апреля 1936 года тройкой НКВД Северно-Осетинской АССР заключение было заменено на расстрел.
Расстрелян в 1937 году.

## Память
- Именем Саханджери Мамсурова названа улица во Владикавказе[1].
- Мемориальная доска на доме №13 на улице Бутырина.